# Steve Swell

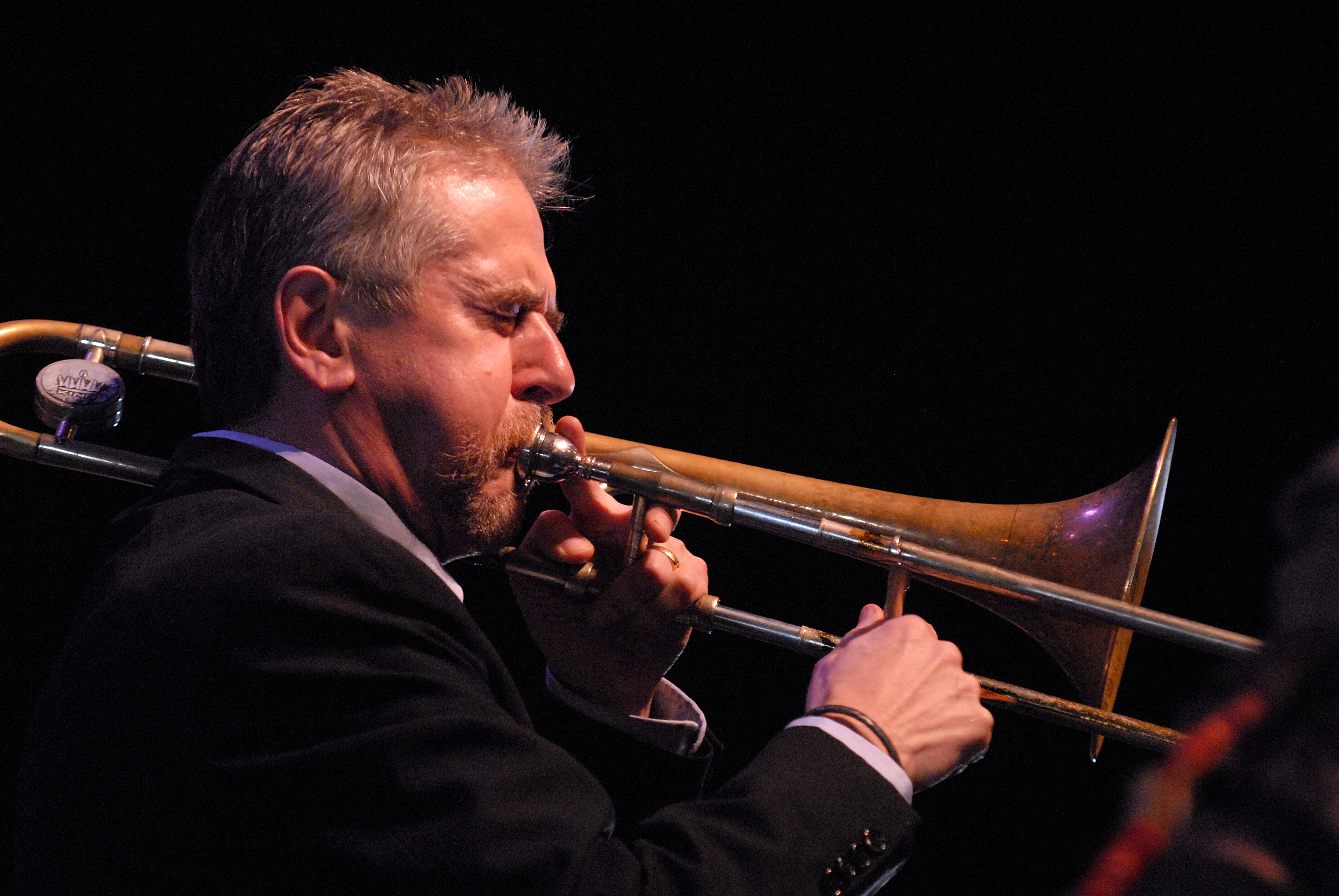
Steve Swell in 2012

Steve Swell (Newark (New Jersey), 6 december 1954) is een Amerikaanse trombonist, componist en pedagoog in de freejazz.

## Biografie
Swell speelt vanaf zijn tiende trombone. Hij studeerde vanaf 1973 aan Jersey City State Teachers College, waar hij een leerling was van Roswell Rudd. In 1975 verhuisde hij naar New York, waar hij in allerlei soorten groepen speelde, top veertig-groepen, salsa-bands, maar ook bigbands, waaronder de bands van Buddy Rich en Lionel Hampton. Hij was ook actief op Broadway, zoals in Bob Fosse's Dancin' . Hij werd bekend als lid van Makanda Ken McIntyre's band en werkte daarna met musici als Tim Berne, Joey Baron, Herb Robertson, Anthony Braxton, William Parker, Bill Dixon, Butch Morris, John Zorn, Dave Burrell, Elliott Sharp, Rob Mazurek, Perry Robinson en Ken Vandermark. Hij was lid van The Little Huey Creative Music Orchestra, de PoBand van Lou Grassi, Orchestra Humane van Cecil Taylor en Jus Grew Orchestra van Jemeel Moondoc. In 1996 verscheen zijn eerste plaat, een duo-album met Chris Kelsey. In de jaren erna volgden talloze andere albums. Hij werkte met de bands The Implicate Order, The Transcendentalists en Particle Data Group.
Tevens leidde Swell eigen projecten, waaronder Slammin' the Infinite (met Sabir Mateen, Matthew Heyner en Klaus Kugel), Fire Into Music (met William Parker, Jemeel Moondoc en Hamid Drake), Unified Theory of Sound (met Cooper-Moore en Matt Lavelle) en zijn grote ensemble Nation of We (ook bekend als NOW Ensemble). Met Biggi Vinkeloe en Harris Eisenstadt vormt hij het trio The Diplomats.
Swell kreeg verschillende beurzen (waaronder van USArts International). Hij werd in 2008 en 2012 genomineerd voor de titel 'Trombonist van het jaar' door de Jazz Journalists Association. Vanaf 2008 werd hij verschillende keren uitgeroepen tot trombonist van het jaar door het Argentijnse jazzblad El Intruso. In 2016 werd hij Bachelor of Arts in Music.

## Discografie

### Als bandleider of mede-leider
- Observations (CIMP, 1996) - Steve Swell en Chris Kelsey
- Out and About (CIMP, 1996) - Steve Swell Quartet featuring Roswell Rudd, met Ken Filiano en Lou Grassi
- Moons of Jupiter (CIMP, 1997) - Steve Swell Quartet met Mark Whitecage, Dominic Duval, Jay Rosen
- Atmospheels (CIMP, 1999) - Steve Swell Trio met Will Connell, Lou Grassi
- Flurries Warm and Clear (CIMP, 1999) - Steve Swell Trio met Ned Rothenberg, Tomas Ulrich
- Steve Swell presents Particle Data Group (Cadence, 2001)
- The Implicate Order at Seixal (Clean Feed, 2001) - Steve Swell, Ken Filiano, Lou Grassi + Rodrigo Amado, Paulo Curado
- Poets of the Now (CIMP, 2002)
- Unified Theory Of Sound: This Now! - (Cadence Jazz, 2003) - Steve Swell, Jemeel Moondoc, Cooper-Moore, Wilber Morris, Kevin Norton, Matt LaVelle
- New York BrassWood Trio: Still in Movement (CIMP, 2003)
- Suite for Players, Listeners and Other Dreamers (CIMP, 2003) - Steve Swell, Roy Campbell, Charles Burnham, Will Connell, Kevin Norton, Francois Grillot
- Invisible Cities (Drimala, 2004) - Steve Swell/Perry Robinson Duo
- Not Just... (CIMP, 2005) - Steve Swell/Dave Taylor Quintet Billy Bang, Tomas Ulrich, Ken Filiano
- Double Dipoid (CIMP, 2006) - Steve Swell/Dave Taylor Quartet met Warren Smith, Chad Taylor
- Swimming in a Galaxy of Goodwill and Sorrow (RogueArt, 2007)- Steve Swell's Fire Into Music met Jemeel Moondoc, William Parker, Hamid Drake
- Rivers of Sound Ensemble: News from the Mystic Auricle (Not Two Records, 2008) - Steve Swell, Roy Campbell, Sabir Mateen, Hilliard 'Hill' Greene, Klaus Kugel
- Magical Listening Hour (Cadence Jazz, 2009) - Steve Swell/Nate Wooley/Michael Attias/Louie Belogenis
- Planet Dream (Clean Feed, 2009) - Steve Swell, Rob Brown, Daniel Levin
- Feynman's Diagrams (Nacht Records, 2013)- Steve Swell/Kirk Knuffke Duo
- Kanreki (Not Two, 2015)
- Kende Dreams (Silkheart, 2015)
- Soul Travelers (RogueArt, 2016)

met Slammin' the Infinite
- Slammin' the Infinite (Cadence Jazz, 2004)- Steve Swell, Sabir Mateen, Matt Heyner, Klaus Kugel
- Remember Now (NotTwo, 2006) - Steve Swell, Sabir Mateen, Matt Heyner, Klaus Kugel
- Live @ the Vision Festival (NotTwo, 2007) - Steve Swell, Sabir Mateen, Matt Heyner, Klaus Kugel, John Blum
- 5000 Poems (NotTwo, 2010) - Steve Swell, Sabir Mateen, Matt Heyner, Klaus Kugel, John Blum

met Ullmann/Swell 4
- Desert Songs and Other Landscapes (CIMP, 2004) - Barry Altschul, Hill Greene
- News? No News! (Jazzwerkstatt, 2010)- Barry Altschul, Hill Greene
- Live in Montreal (CIMP, 2010)- Barry Altschul, Hill Greene

met Nation of We
- Live at the Bowery Poetry Club (Ayler Records, 2006)
- The Business of Here (Cadence Jazz, 2012)

met Inner Ear
- Breathing Steam (Kilogram Records, 2010) Mikolaj Trzaska, Steve Swell, Per Ake Holmlander, Tim Daisy
- Return from the Center of the Earth (Bocian, 2013) - Mikolaj Trzaska, Steve Swell, Per Ake Holmlander, Tim Daisy

### Samenwerkingen
- The Trascendentalists: Real Time Messengers (CIMP, 2003) - Steve Swell, Daniel Carter, Tom Abbs, Dave Brandt
- The Diplomats: We Are Not Obstinate Islands (Clean Feed, 2006) - Rob Brown, Harris Eisenstadt
- International Trio: Donkere Golven (W.E.R.F., 2011) - Joachim Badenhorst, Steve Swell, Ziv Ravitz
- Platform 1: Takes Off (Clean Feed, 2012) - Ken Vandermark, Magnus Broo, Steve Swell, Joe Williamson, Michael Vatcher
- Dragonfly Breath (NotTwo, 2013) - Paul Flaherty/Weasel Walter/C Spenser Yeh/Steve Swell
- Latecomers (Ictus Records, 2013) - Andrea Centazzo/Giancarlo Schiaffini/Steve Swell/Anthony Coleman
- Estuaries (dEN Records, 2013) - Andrew Raffo Dewar/Garrison Fewell/Steve Swell
- Window and Doorway (Driff Records, 2013) - Pandelis Karayorgis/Guillermo Gregorio/Steve Swell
- New Atlantis Octet: Unto the Sun (NotTwo, 2013) - Ed Ricart, Roy Campbell, Steve Swell, Aaron Martin, Jason Ajemian, Vattel Cherry, Andrew Barker, Sam Lohman
- Turning Point (NoBusiness Records, 2014) - Dave Burrell / Steve Swell

Digitale uitgaven
- Schemata and Heuristics for Four Clarinets #1 (Relay, 2014) - Ned Rothenberg/Guillermo Gregorio/Zara Acosta-Chen/Miguel Malla -
- Steve Swell's Nation Of We (Ayler, 2006) - Saxofoon: Rob Brown, Will Connell, Saco Yasuma, Sabir Mateen, Ras Moshe

Trompet: Roy Campbell, Lewis Barnes, Matt LaVelle 
Trombone: Dick Griffin, Peter Zummo, Steve Swell, Dave Taylor 
Piano: Chris Forbes 
Bass: Matthew Heyner, Todd Nicholson 
Drums: Jackson Krall-

### Als 'sideman'
met Joey Baron
- Tongue in Groove (JMT, 1992)

met Tim Berne
- Pace Yourself (JMT, 1991)
- Nice View (JMT, 1994)

met Anthony Braxton
- Trillium R Opera (Braxton House, 1997)

met Rob Brown
- Radiant Pools (RogueArt, 2005)

met Jaki Byard and the Apollo Stompers
- Phantasies (Soul Note, 1984)

met Bill Dixon
- 17 Musicians in Search of a Sound: Darfur (AUM Fidelity, 2007)

met Jemeel Moondoc
- Spirit House (Eremite, 2001)
- Live at the Vision Festival (Ayler, 2003)
- The Zookeeper's House (Relative Pitch, 2014)

met William Parker
- Flowers Grow in My Room (Centering, 1994)
- Sunrise in the Tone World (Aum Fidelity, 1995)
- Mayor of Punkville (Aum Fidelity, 1999)
- Raincoat in the River (Eremite, 2001)
- Spontaneous (Splasc(H), 2002)
- For Percy Heath (Les Disques Victo, 2005)
- Essence of Ellington (Centering, 2012)

met Alan Silva
- Vision Festival Orchestra (Eremite, 1999)
- Celestial Communications Orchestra Live in Poschiavo, Switzerland (Eremite, 2001)

met Cecil Taylor
- All the Notes (DVD) Cecil Taylor and Orchestra Humane - Chris Felver Films (2005)

met Ken Vandermark
- Resonance Ensemble: Head Above Water
- Resonance Ensemble: What Country Is This?
- Resonance Ensemble: Kafka in Flight
- Resonance Ensemble: Live in Krakow
- Resonance Ensemble: Live in the Ukraine

met Tom Varner
- The Mystery of Compassion (Soul Note, 1992)